# 芒特卡梅爾 (印地安納州)
芒特卡梅爾（英語：Mount Carmel）是一個位於美國印地安納州富蘭克林縣的城鎮。

## 人口
根據2010年美國人口普查的數據，芒特卡梅爾的面積為0.12平方千米，當中陸地面積為0.12平方千米，而水域面積為0.00平方千米。當地共有人口86人，而人口密度為每平方千米717人。